# 正教會普世宗主教聖統香港及東南亞都主教教區
正教會普世宗主教聖統香港及東南亞都主教教區（英語：Orthodox Metropolitanate of Hong Kong and South East Asia, OMHKSEA）成立於1996年，由君士坦丁堡牧首（英語：Ecumenical Patriarchate of Constantinople）在港註冊。

## 沿革
1996年11月，君士坦丁堡普世宗主教區批准成立正教會普世宗主教聖統香港及東南亞都主教教區，管理中國大陸、香港、澳門、臺灣及東南亞地區的教務，並選出聶基道都主教（Nikitas Lulias）為首任都主教。目前的主教長為黎大略都主教（Nektarios Tsilis）。2008年1月9日起，君士坦丁堡牧首成立正教會普世宗主教聖統新加坡及南亞都主教教區而部分轄區分出，到現今轄區包括中國大陸、香港、澳門、台灣、菲律賓、泰國、老撾、越南、柬埔寨、緬甸和蒙古国，當中菲律賓已成立轄下的菲律賓督主教區。
香港東正教會的發展比其他基督宗教教派要晚。早期活動形式為一個以「聖路加」為名的信仰團體。總教區成立初期，在香港約有一百名成員，目前成長增至約兩百個家庭，當中包括了希臘、羅馬尼亞、塞爾維亞、埃塞俄比亞、美國、法國和香港本土的信徒。聲稱在教區的信徒有二萬五千人。官方刊物為《The Censer》。現為香港基督教協進會成員。

## 外部連結
- 正教會普世宗主教聖統香港及東南亞都主教教區 （页面存档备份，存于）